# چلنتزا والفورتوره
چلنتزا والفورتوره (به ایتالیایی: Celenza Valfortore) یک کومونه در ایتالیا است که در استان فوجا واقع شده‌است.

## خصوصیات
چلنتزا والفورتوره ۶۶٫۴۹ کیلومترمربع مساحت و ۱٬۸۰۲ نفر جمعیت دارد و ۴۸۰ متر بالاتر از سطح دریا واقع شده‌است.